# Mary Alice
Mary Alice Smith (Indianola, 1941. december 3. vagy 1936. december 3. – Manhattan, 2022. július 27. vagy 2022. július 28.) Emmy- és Tony-díjas amerikai színésznő.

## Élete
A Chicagói Egyetemen tanult, majd tanárnőként dolgozott.
Az 1960-as évek közepén New Yorkba költözött, és 1971-ben debütált a Broadway-en.

## Filmjei

### Mozi
| Év   | Cím                           | Szerep             | Magyar cím           |
| ---- | ----------------------------- | ------------------ | -------------------- |
| 1974 | The Education of Sonny Carson | Moms               |                      |
| 1976 | Sparkle                       | Effie Williams     |                      |
| 1981 | The Color of Friendship       | Mrs. Garth         |                      |
| 1984 | Beat Street                   | Cora Kirkland      |                      |
| 1984 | Concealed Enemies             | Edith Murray       |                      |
| 1984 | Teachers                      | Linda Ganz         |                      |
| 1990 | To Sleep with Anger           | Suzie              |                      |
| 1990 | The Bonfire of the Vanities   | Annie Lamb         | Hiúságok máglyája    |
| 1990 | Awakenings                    | Margaret nőver     | Ébredések            |
| 1992 | Malcolm X                     | tanárnő            | Malcolm X            |
| 1993 | A Perfect World               | Lottie             | Tökéletes világ      |
| 1993 | Life with Mikey               | Mrs. Gordon        | A gyereknepper       |
| 1994 | The Inkwell                   | Evelyn             |                      |
| 1996 | Bed of Roses                  | Alice              | Rózsaágy             |
| 1998 | Down in the Delta             | Rosa Lynn Sinclair |                      |
| 1999 | Catfish in Black Bean Sauce   | Dolores Williams   |                      |
| 2000 | The Photographer              | Violet             |                      |
| 2002 | Sunshine State                | Mrs. Eunice Stokes | Napfényes Florida    |
| 2003 | The Matrix Revolutions        | Az Orákulum        | Mátrix – Forradalmak |

### Televízió
| Év        | Cím                         | Szerep                  | Magyar cím        |
| --------- | --------------------------- | ----------------------- | ----------------- |
| 1975      | Police Woman                | Marnie                  |                   |
| 1975      | Sanford and Son             | Frances Victor          |                   |
| 1975      | Good Times                  | Loretta Simpson         |                   |
| 1975      | The Family Holvak           | Samantha Wilson         |                   |
| 1976      | Insight                     | Karen Fuller            |                   |
| 1976      | Just an Old Sweet Song      | Helen Mayfield          |                   |
| 1976      | Serpico                     | Angel                   |                   |
| 1976      | Visions                     | Evelyn Burrell          |                   |
| 1979      | Lawman Without a Gun        | Minnie Hayward          |                   |
| 1980      | All My Children             | Ellie Grant Hubbard     |                   |
| 1987–1989 | A Different World           | Leticia "Lettie" Bostic |                   |
| 1989      | The Women of Brewster Place | Fannie Michael          |                   |
| 1990      | L.A. Law                    | Maxine Manley           |                   |
| 1992      | I'll Fly Away               | Marguerite Peck         |                   |
| 1993      | Laurel Avenue               | Maggie Arnett           |                   |
| 1993      | Law & Order                 | Virginia Bryan          | Esküdt ellenségek |
| 1994      | Great Performances          |                         |                   |
| 1997      | Orleans                     | Ella Clark              |                   |
| 1999      | Cosby'                      | Loretta                 |                   |
| 2000      | Touched by an Angel         | Georgia Bishop          | Angyali érintés   |
| 2000      | Providence                  | Abby Franklin           |                   |
| 2001      | Soul Food                   | Mrs. Pettaway           |                   |
| 2002      | Oz                          | Eugenia Hill            | Oz                |
| 2004      | Line of Fire                | Jackie Simon            |                   |
| 2004      | The Jury                    | Elaine Nebatoff         |                   |
| 2005      | Kojak                       | Joyce                   |                   |

## Fordítás
- Ez a szócikk részben vagy egészben a Mary Alice című angol Wikipédia-szócikk fordításán alapul.  Az eredeti cikk szerkesztőit annak laptörténete sorolja fel. Ez a jelzés csupán a megfogalmazás eredetét és a szerzői jogokat jelzi, nem szolgál a cikkben szereplő információk forrásmegjelöléseként.